# Rigabukten

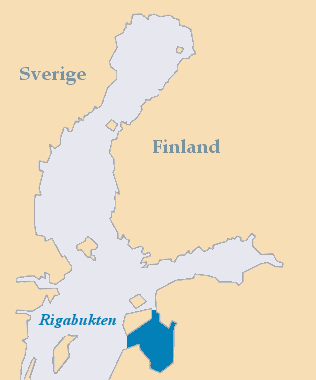
Rigabukten i Östersjöområdet

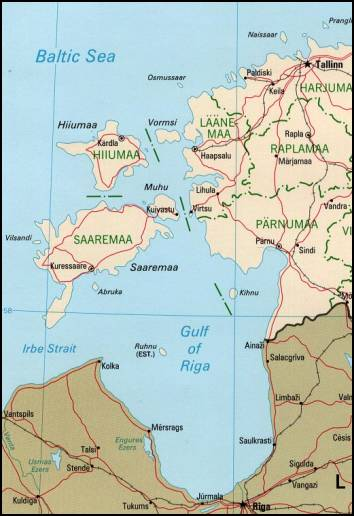
Karta över Rigabukten och den estniska skärgården.

Rigabukten, även Rigaviken, lettiska: Rīgas jūras līcis, estniska: Liivi laht (Livländska bukten), ryska: Рижский залив, är en bukt i östra Östersjön, mellan Estland och Lettland.

## Geografi
Rigabukten avgränsas från resterande Östersjön av ön Ösel. Bukten är förbunden med resten av Östersjön via Svorbesundet i väster och Moonsund i norr. I bukten finns öarna Kynö och Runö. Rigabuktens yta är cirka 18 000 kvadratkilometer. Medeldjupet är 26 meter och maxdjupet är 67 meter.

## Vatten
Liksom i Östersjön är vattnet bräckt, med en medelsalthalt om 5–6 promille. Bukten tillförs sötvatten från flera vattendrag, främst Daugava, Lielupe, Gauja och Pärnu. Buktens totala avrinningsområdet har en yta om 138 000 kvadratkilometer och ligger i Lettland (59 000 km²), Belarus (38 000 km²), Ryssland (24 000 km²), Litauen (10 000 km²) och Estland (7 000 km²).

## Klimat och turism
Rigabukten blir helt isbelagd 60 procent av vintrarna. På sommaren utnyttjas de långa sandstränderna flitigt för bad, framförallt vid Jūrmala och Pärnu.